# Венгрус-Корнута Анна Миколаївна
Анна Миколаївна Венгрус-Корнута (10 листопада 1988, Харків, Українська РСР) — українська легкоатлетка, що спеціалізується у стрибках в довжину, учасниця Олімпійських ігор 2016 року.

## Основні досягнення
| Рік  | Чемпіонат                    | Місце проведення         | Місце  | Результат |
| ---- | ---------------------------- | ------------------------ | ------ | --------- |
| 2013 | Чемпіонат світу              | Москва, Росія            | 15 (q) | 6.53 м    |
| 2014 | Чеипіонат світу в приміщенні | Сопот, Польща            | 11 (q) | 6.35 м    |
| 2015 | Універсіада                  | Кванджу, Південна Корея  | 16 (q) | 5.98 м    |
| 2015 | Універсіада                  | Кванджу, Південна Корея  | 7      | 13.27 м   |
| 2016 | Чемпіонат Європи             | Амстердам, Нідерланди    | 11th   | 6.42 м    |
| 2016 | Олімпійські ігри             | Ріо-де-Жанейро, Бразилія | 19 (q) | 6.37 м    |